# 安东内洛·库库雷杜
安东内洛·库库雷杜（義大利語：Antonello Cuccureddu，1949年10月4日—），意大利男子足球运动员，司职后卫、中场。他曾代表意大利国家队参加1978年国际足联世界杯，结果获得第四名。